# Crátera de Eufronio
Se llama Crátera de Eufronio a una crátera de cáliz de figuras rojas del pintor ático Eufronio, datada hacia el año 515 a. C. Considerada como uno de los mejores ejemplos de la antigua cerámica griega, representa en su cara principal un tema homérico, Hipnos y Tánatos llevando el cuerpo de Sarpedón, de ahí el nombre de «crátera de Sarpedón»" que a veces se le da al vaso.
El vaso entró en el Museo Metropolitano de Arte de Nueva York en 1972 (número de inventario 1972.11.10) antes de ser devuelto a Italia en 2008. Se presentó por primera vez en el Museo Nacional Etrusco de la Villa Giulia de Roma y desde 2014 está expuesto en el Museo Nazionale Cerite de Cerveteri.

## Características
Es un crátera de cáliz, una forma que se hizo común a mediados del siglo VI a. C., hecha de arcilla pintada de estilo de figuras rojas. Está firmado por Euxiteo como alfarero y por Eufronio como pintor en la cara A. Tiene 45,8 cm de altura, un diámetro de 55,15 cm y un diámetro del pie de 29,5 cm; su capacidad es de unos 45 litros. Las figuras tienen 19 cm de altura.
El vaso se ha roto y reparado, pero tiene pequeños huecos. La aparente reparación se remonta a la antigüedad y consiste en dos grapas de metal con dos garras cada una (el metal ha sido destruido por la corrosión). El restaurador de antigüedades tuvo cuidado de no dañar las figuras, lo que demuestra que el vaso ya se consideraba una pieza excepcional.
La crátera es generalmente datada alrededor del 515 a. C. por la forma del vaso y el estilo de la decoración, pero también por la inscripción kalós que figura en la cara B: «Leagro es hermoso».

## Análisis estilístico
Se utilizaron resaltes rojos para todas las inscripciones, la cresta de la cimera de los cascos, la cinta del pétaso que pasa por debajo de la barbilla y sobre el cuello de Hermes, el bálteo de Hipnos, las heridas de Sarpedón y la sangre que brota de ellas, y su cinta para la cabeza.
El pintor también hace un uso abundante de líneas de relieve para los contornos. Para esta crátera, Eufronio usó todos los tonos rojos de la pintura diluida. Ya no utiliza aquí, como en sus vasos anteriores, líneas de relieve de color negro profundo para representar la anatomía, sino que prefiere el uso de diferentes aguadas, que van desde el ocre claro hasta el marrón oscuro. Por lo tanto, utiliza una aguada ligera para hacer el modelado de los músculos. Se ha tenido mucho cuidado con los detalles de la imagen: las escamas de las alas de Hipnos y Tánatos, las pestañas de los personajes, la representación de los dedos. Todos estos elementos enriquecen la imagen, que alcanza una calidad raramente igualada. Por el contrario, el lado B es un poco menos limpio.

## Análisis iconográfico
La cara A representa a los genios del sueño y la muerte, Hipnos y Tánatos, armados como hoplitas y dotados de un par de alas. Levantan el cuerpo del príncipe Sarpedón del campo de batalla de la guerra de Troya para traerlo de vuelta a su tierra natal.
Hermes, llevando el pétaso y el caduceo, está presente como psicopompo, es decir, conductor de almas. La escena está enmarcada por los troyanos Leodamas e Hipólito. Todos los personajes son nombrados por inscripciones. Sarpedón está desnudo excepto por sus grebas, porque el griego Patroclo lo ha despojado de su armadura y sus armas después de matarlo. La escena está representada  en los versos 666-675 del Canto XVI de la Ilíada; Eufronio da otra lectura en otro vaso, donde Hipnos y Tánatos están representados sin sus alas.

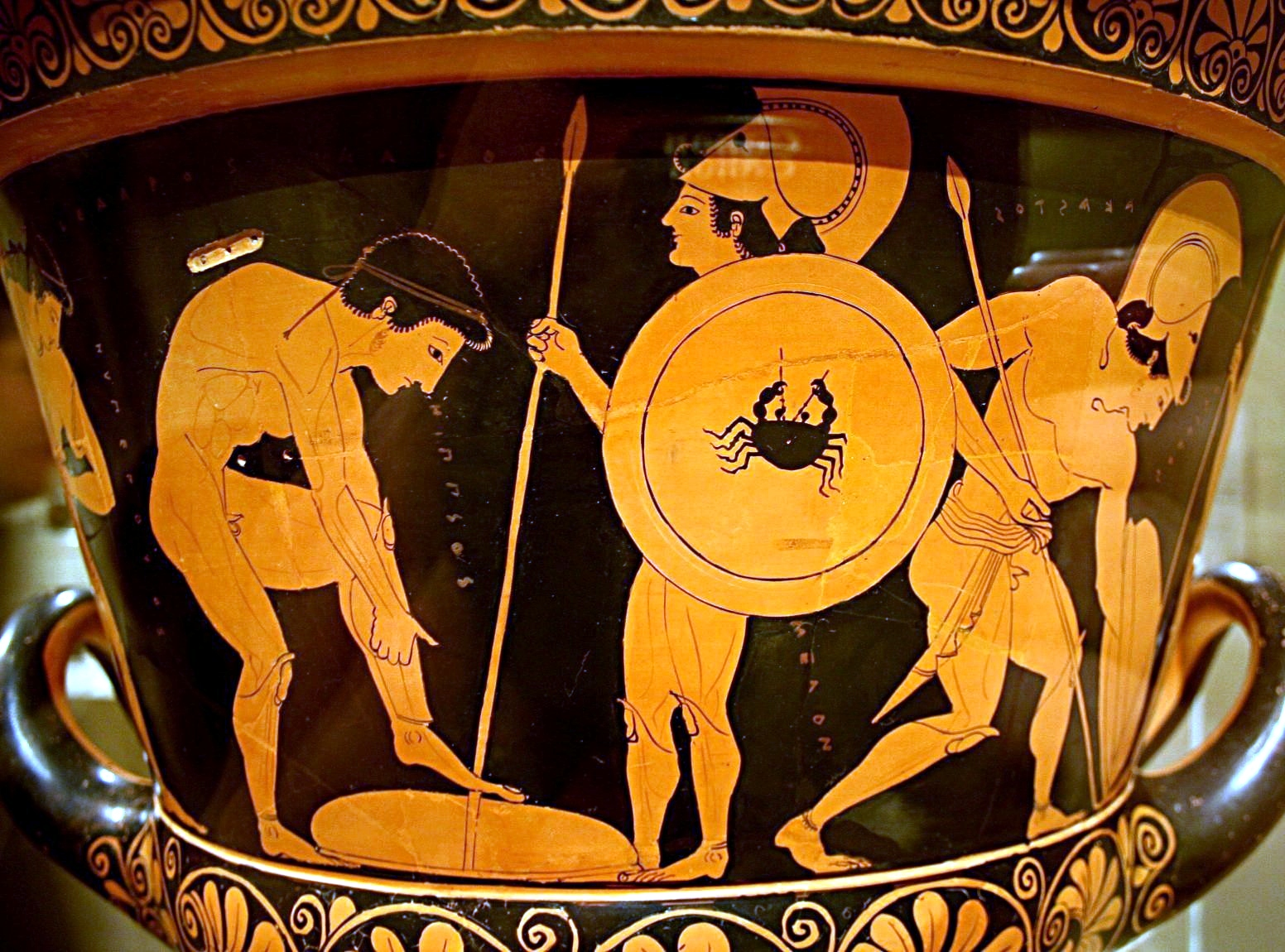
Cara B de la crátera: jóvenes armándose

La cara B muestra a tres jóvenes armándose en presencia de dos hoplitas. No tiene una conexión aparente con la cara A, pero los nombres mitológicos que aparecen en el campo sugieren que esta no es una escena ordinaria.
Las escenas figurativas están enmarcadas por frisos de palmetas bajo el borde y bajo las asas.